# Scorodophloeus zenkeri
Scorodophloeus zenkeri es una especie de fanerógamas perteneciente a la familia Fabaceae. Es originaria de África.

## Descripción
Es un árbol que alcanza un tamaño de 10-40 m de altura, con el tronco ligeramente estriado en la base, la altura libre es de 12-25 m, recto, con 40-100 cm de diámetro, la corteza tiene aroma a ajo. Es una especie frecuente, a veces gregaria que se encuentra en el bosque mixto sobre tierra firme.

## Taxonomía
Scorodophloeus zenkeri fue descrita por Hermann Harms y publicado en Botanische Jahrbücher für Systematik, Pflanzengeschichte und Pflanzengeographie 30: 78. 1901.